# Hans Mikkelsen Ravn
Hans Mikkelsen Ravn (også Johannes Michaelis Corvinus, 1610 ved Grenå – 10. august 1663 i Ørslev i Vester Flakkebjerg Herred) var en dansk forfatter, litterat, skolemand og præst, især kendt for Heptachordum danicum fra 1646, et af de første musikteoretiske arbejde i Danmark.
Kort efter at have taget teologisk attestats fik Ravn ansættelse som hører, hjælpelærer, ved Herlufsholm Skole og snart efter som rektor ved Slagelse Skole, hvor han sad i 12 år (1640—52), da han blev kaldet til sognepræst i Ørslev og Bjerre. Ravn interesserer i første række ved sin sans for modersmålets velklang og ved sine studier over rytmiske og metriske forhold i dansk poesi. I så henseende kan henvises til hans Rhytmologia danica (1649) foruden til nogle utrykte bidrag til det danske sprogs historie. Også pædagogiske spørgsmål har Ravn syslet med og udtalt sin formening i en meget frimodig skrivelse om, hvorledes skolevæsenet rettest burde ordnes.
Heptachordum danicum fra 1646
Det skrift, til hvilket Ravns navn dog først og fremmest er knyttet, er hans Heptachordum danicum (1646), det første arbejde i sin slags, en blanding af en musikteori, kompositionslære og udsigt over musikkens historie i Danmark, lige fra skjaldene, Saxo og kæmpeviserne, til hvis foredrag han knytter fine bemærkninger, og ned til forfatterens egen tid. Til slut giver han i en særlig afhandling, "Logistica harmonica", en udvikling af de for tonerne gældende matematiske forhold.
Litteratur anvendt af J. Clausen i DBL:
Afhandling af H.F. Rørdam i Historisk Tidsskrift, III, 4;
Angul Hammerich: Musikken ved Christian IV’s Hof, 1892.